# Триво Латиновић
Триво Латиновић Гароња (Бравско, код Босанског Петровца, 17. октобар 1914 — близина Кључа, септембар 1943) био је учесник Народноослободилачке борбе и народни херој Југославије.

## Биографија
Рођен је 17. октобра 1914. године у селу Бравско код Босанског Петровца, у сиромашној сеоској породици. Није похађао ни основну школу, већ је радио код куће. Када је одрастао, запослио се као дрвосеча у предузећу „Шипад“. Ту је учествовао у раду синдиката и у штрајковима 1937. и 1939. године.
Народноослободилачком покрету прикључио се јула 1941. године. Истакао се 27. августа 1941. године, приликом партизанског напада на моторизовану колону усташа, која је ишла као појачање гарнизону у Босанском Петровцу. Тада се привукао непријатељском митраљесцу, убио га и након тога отетим пушкомитраљезом запуцао према непријатељским војницима. Његов подвиг допринео је победи у борби у којој је побијено више од стотину и заробљено десетак усташа. У првим борбама, Триво се највише служио бомбама.
Као водник Првог вода Бравске чете, учествовао је у борби против италијанских фашиста близу Кључа 28. фебруара 1942. године, у борби за ослобођење Приједора 17. маја 1942, где је организовао одбрану према Љубији у селу Чаракову, одбијајући јурише усташа, те у борбама за ослобођење Кључа, Санице и Врпоља, јула 1942. године.
Лета 1942, Бравска чета била је у заштитници радова Прве омладинске пољопривредне радне бригаде. Усташе су једног дана, почетком септембра, опколиле једну омладинску радну чету, након чега је бригади у одбрану дошла десетина из Првог вода. Триво је о томе био обавештен, након чега је повео остатак вода у борбу, натерао непријатеља у бег и тиме спасао више од 190 омладинаца и омладинки Смољанске радне чете.
Када је била формирана Трећа крајишка бригада, Бравска чета је ушла у њен састав. У нападу на Бихаћ, новембра 1942. године, Триво је био тешко рањен. Пошто је оздравио од рана и тифуса, ступио је у Рибнички партизански одред, јер је његова бригада била далеко. Нешто касније, постао је командир чете у Тринаестој крајишкој бригади, где је био примљен у Комунистичку партију Југославије.
У борби за ослобођење Кључа, средином септембра 1943, његова чета наишла је на жесток отпор немачких војника. Триво је, бацајући бомбе, унитио један бункер, али је на неколико метара пред другим бункером пао погођен митраљеским рафалом.
Указом председника ФНР Југославије Јосипа Броза Тита, 24. јула 1953. године, проглашен је за народног хероја.